# Paris-Gien
Paris-Gien est une ancienne course cycliste d'amateurs française, organisée en 1905 puis de 1932 à 1954 entre la capitale et la ville de Gien située dans le département du Loiret, en région Centre-Val de Loire.
La course s'élance en réalité dans une commune de Seine-et-Oise puis traverse le département de Seine-et-Marne avant d'arriver dans le Loiret.

## Présentation
L'épreuve est organisée par le vélo club de Bondy (Seine), ville dans laquelle les coureurs récupèrent leur dossard avant la course, sous le parrainage d'un ou plusieurs titres de la presse écrite. Elle se déroule un dimanche du mois d'août en matinée, à l'exception des deux dernières éditions qui se déroulent au mois de mai.

## Histoire

### Première édition
Une première édition de la course se déroule le 23 mai 1905.[réf. nécessaire]

### Entre-deux-guerres
La compétition reprend durant la période de l'entre-deux-guerres après une longue interruption (27 ans) durant laquelle huit éditions se déroulent.

#### 1932
Le départ est donné dans le dimanche 28 août 1932 de Neuilly-Plaisance (Seine-et-Oise) pour les 66 coureurs.
Un groupe de quatre coureurs s'extirpe du peloton 10 km après le départ à hauteur de Torcy. Ces hommes ne seront plus repris jusqu'à l'arrivée. Ils comptent 9 minutes d'avance à Fontainebleau, 13 minutes à Souppes et 17 minutes à Montargis.
L'arrivée est jugée sur le quai Lestrade à Gien où le Français André Deforge l'emporte au sprint face à trois concurrents avec 21 minutes d'avance sur le peloton ; 48 coureurs franchissent la ligne d'arrivée.

#### 1933
La seconde édition avec les journaux est organisée le dimanche 27 août 1933. La course est remportée en solitaire par Marcel Blanchon, qui s'était auparavant échappé du peloton avec deux coureurs.
La course s'élance pour la seconde fois consécutive de de Neuilly-Plaisance puis traverse notamment les communes de Torcy, Melun, Dordives et Montargis,.

#### 1934
Le départ est donné le dimanche 26 août 1934 de Neuilly-sur-Marne (Seine-et-Oise) pour les 144 coureurs.

#### 1935
Le départ est donné le dimanche 25 août 1935 de Neuilly-sur-Marne sur le pont de la Marne,.

#### 1936
Le départ est donné le dimanche 23 août 1936 de Neuilly-sur-Marne.

#### 1937
Le départ est donné le dimanche 29 août 1937 de Champigny (Seine-et-Oise),.

#### 1938
Le départ est donné le dimanche 28 août 1938 de Champigny.

#### 1939
Malgré l'annulation de nombreuses épreuves sportives due à l'entrée en guerre, le départ de la neuvième édition de l'épreuve est donné le dimanche 27 août 1939 de Champigny.

### Après-guerre
La compétition ayant été interrompue à cause de la Seconde Guerre mondiale, elle reprend en 1946. Seules quatre éditions se tiendront dans la période d'après-guerre.

#### 1946
Le départ est donné le dimanche 4 août 1946 de Neuilly-sur-Marne.

#### 1947
Le départ est donné le dimanche 31 août 1947 de Neuilly-sur-Marne.

## Par édition
| Édition | Date         | Départ            | km  | Participants | Journaux partenaires                      |
| ------- | ------------ | ----------------- | --- | ------------ | ----------------------------------------- |
| 1       | 23 mai 1905  | ?                 |     |              |                                           |
| 2       | 28 août 1932 | Neuilly-Plaisance | 150 | 66           | Paris-Soir, Cyclo-Sport, L'Avenir de Gien |
| 3       | 27 août 1933 | Neuilly-Plaisance | 150 | 274          | Paris-Soir, L'Avenir républicain          |
| 4       | 26 août 1934 | Neuilly-sur-Marne | 150 | 144          |                                           |
| 5       | 25 août 1935 | Neuilly-sur-Marne | 152 | 143          |                                           |
| 6       | 23 août 1936 | Neuilly-sur-Marne | 154 |              |                                           |
| 7       | 29 août 1937 | Champigny         | 145 | env. 160     |                                           |
| 8       | 28 août 1938 | Champigny         | 145 |              |                                           |
| 9       | 27 août 1939 | Champigny         | 145 |              |                                           |
| 10      | 4 août 1946  | Neuilly-sur-Marne | 152 | 80           |                                           |
| 11      | 31 août 1947 | Neuilly-sur-Marne | 152 | 60           |                                           |
| 12      | 24 mai 1953  | ?                 | 215 |              |                                           |
| 13      | 2 mai 1954   | ?                 | 195 |              |                                           |

## Palmarès
| Année | Vainqueur        | Deuxième         | Troisième         |
| ----- | ---------------- | ---------------- | ----------------- |
| 1905  | Marcel Cadolle   | Marcel Berthet   | Gustave Garrigou  |
| 1932  | André Deforge    | Émile Gamard     | Robert Tanneveau  |
| 1933  | Marcel Blanchon  | Robert Renoncé   | Raymond Mauret    |
| 1934  | Marcel Blanchon  | René Debenne     | Raymond Mauret    |
| 1935  | Severino Virgili | Elia Frosio      | Achille Boutens   |
| 1936  | Antoine Pompilio | Paul Couderc     | Étienne Parizet   |
| 1937  | Roger Le Nizerhy | Charles Coudrain | Pierre Spapperi   |
| 1938  | Robert Dorgebray | Pierre Chazaud   | Gaétan Bellon     |
| 1939  | Georges Chocque  | Louis Caput      | Georges Guillier  |
| 1946  | Attilio Redolfi  | Otakar Rozvoda   | Galliano Pividori |
| 1947  | Corino Orsi      | Guy Solente      | Joseph Samson     |
| 1953  | Robert Formet    | Jean Rieu        | Adolphe Garel     |
| 1954  | Jean Graczyk     | Marcel Thomas    | Joseph Kiffer     |